# 発心城
発心城（ほっしんじょう）は、福岡県の久留米市から八女市、うきは市にかけてあった日本の城（山城）。福岡県指定史跡。

## 概要
耳納山地の標高697.5mの発心山の山頂を中心とし、総規模は東西・南北それぞれおよそ380m、200mにおよんだ。山頂の本丸は東西・南北にそれぞれおよそ20m、50mの規模で、北側に堀切を隔てて二の丸があった。本丸の西側には130m×20mの曲輪が、本丸から東の尾根上には出丸が配置されており、出丸の北には土塁と堀切が設けられた。北麓には大手道があり、虎口が形成されていたという。
天正6年（1578年）に大友氏が耳川の戦いで敗れたのを契機に、草野鎮永は大友氏の傘下から離れて龍造寺氏の下に入った。これに伴い、それまでの拠点だった竹井城に代えて当城を築いている。天正13年（1585年）には大友氏側の高良山衆徒らに攻撃され、また秋月氏にも攻められたもののいずれも撃退している。しかし、天正15年（1587年）の九州征伐の際に豊臣秀吉に鎮永が誘殺されると、当城は廃城となった。